# Wanaka (Nowa Zelandia)
Wanaka – małe miasto w Nowej Zelandii. Położone na południowym krańcu jeziora Wanaka na Wyspie Południowej.